# Богдан А145
Богдан А-145 — приміський автобус середнього класу, що виробляється корпорацією Богдан. У 2004 році представлений пробний екземпляр автобуса Богдан А145, автобус був міжміським (туристичним), мав зовсім інший кузов, остіклення, фари і ґрати радіатора. Однак серійну модель зробили приміською, уніфікувавши її по кузову з автобусом Богдан А144.
Випускається у 3 модифікаціях: Богдан А145, Богдан А145.2, Богдан А145.32 і Богдан А145.42.
Місткість автобуса становить 39 або 43 сидячих місць, всього — 70 місць.
Автобус «Богдан» А-145 призначений для перевезення пасажирів на приміських маршрутах по автомобільних дорогах 1 і 2 категорій згідно з ДБН В.2.3-4-2000, як на території Україні, так і за її межами, в районах з помірним кліматом, при температурах навколишнього середовища від — 30С до + 40С і відносній вологості до 80% при температурі повітря +20 °C, запиленості повітря до 2,0 г/м3, швидкості вітру до 50 м/с, інтенсивності дощу 3 мм/хв.
В 2016 році дебютувало друге покоління з індексом Богдан А14532 з дещо зміненим кузовом на 43 сидячих місця (всього - 70), новим двигуном Iveco F4АЕ3682Е Євро-5, коробкою передач EATON, ведучим мостом і передньою вісюю компанії DANA.
В тому ж 2016 році дебютував міжміський Богдан А14542 на 43 сидячих місця, який має ту ж начинку, що й Богдан А14532 другого покоління.